# Elliot Giles
Elliot Levi Giles (Birmingham, 26 maggio 1994) è un mezzofondista britannico, medaglia di bronzo negli 800 metri piani agli Europei di Amsterdam 2016.

## Progressione

### 800 metri piani
| Stagione | Tempo   | Luogo      | Data      | Rank. Mond. |
| -------- | ------- | ---------- | --------- | ----------- |
| 2021     | 1'44"05 | Stoccolma  | 4-7-2021  | 15º         |
| 2020     | 1'44"56 | Doha       | 25-9-2020 | 9º          |
| 2019     | 1'45"03 | Londra     | 20-7-2019 | 32º         |
| 2018     | 1'45"04 | Londra     | 22-7-2018 | 26º         |
| 2017     | 1'44"99 | Londra     | 9-7-2017  | 29º         |
| 2016     | 1'45"54 | Amsterdam  | 10-7-2016 | 52º         |
| 2015     | 1'47"55 | Watford    | 15-7-2015 | 199º        |
| 2011     | 1'53"24 | Birmingham | 20-8-2011 | 2189º       |

### 800 metri piani indoor
| Stagione | Tempo   | Luogo      | Data      | Rank. Mond. |
| -------- | ------- | ---------- | --------- | ----------- |
| 2021/22  | 1'46"78 | Karlsruhe  | 28-1-2022 | 3º          |
| 2020/21  | 1'43"63 | Toruń      | 17-2-2021 | 1º          |
| 2019/20  | 1'47"40 | Glasgow    | 15-2-2020 | 31º         |
| 2018/19  | 1'48"22 | Toruń      | 6-2-2019  | 55º         |
| 2017/18  | 1'45"46 | Birmingham | 2-3-2018  | 5º          |
| 2010/11  | 1'55"73 | Birmingham | 26-2-2011 | 1266º       |

## Palmarès
| Anno                                  | Manifestazione          | Sede           | Evento       | Risultato  | Prestazione | Note                          |
| ------------------------------------- | ----------------------- | -------------- | ------------ | ---------- | ----------- | ----------------------------- |
| In rappresentanza della Gran Bretagna |                         |                |              |            |             |                               |
| 2016                                  | Europei                 | Amsterdam      | 800 m piani  | Bronzo     | 1'45"54     | Miglior prestazione personale |
| 2016                                  | Giochi olimpici         | Rio de Janeiro | 800 m piani  | Batteria   | 1'47"88     |                               |
| 2017                                  | Mondiali                | Londra         | 800 m piani  | Semifinale | 1'46"95     |                               |
| 2018                                  | Mondiali indoor         | Birmingham     | 800 m piani  | 4º         | 1'48"22     |                               |
| 2018                                  | Europei                 | Berlino        | 800 m piani  | Semifinale | 1'47"40     |                               |
| 2019                                  | Europei indoor          | Glasgow        | 1500 m piani | Batteria   | 3'48"76     |                               |
| 2019                                  | Mondiali                | Doha           | 800 m piani  | Semifinale | 1'45"15     |                               |
| 2021                                  | Giochi olimpici         | Tokyo          | 800 m piani  | Semifinale | 1'44"74     |                               |
| 2022                                  | Mondiali indoor         | Belgrado       | 800 m piani  | dns        | dns         |                               |
| 2023                                  | Mondiali                | Budapest       | 1500 m piani | Semifinale | 3'39"05     |                               |
| 2024                                  | Europei                 | Roma           | 800 m piani  | 7°         | 1'47"06     |                               |
| 2024                                  | Giochi olimpici         | Parigi         | 800 m piani  | Semifinale | 1'45"46     |                               |
| In rappresentanza dell' Inghilterra   |                         |                |              |            |             |                               |
| 2018                                  | Giochi del Commonwealth | Gold Coast     | 800 m piani  | Batteria   | 1'48"54     |                               |
| 2022                                  | Giochi del Commonwealth | Birmingham     | 1500 m piani | 9º         | 3'33"56     | Miglior prestazione personale |

## Altre competizioni internazionali
2022
- Vincitore del World Indoor Tour nella specialità degli 800 m piani

2023
- 4º ai London Anniversary Games ( Londra), 1500 m piani - 3'30"92

2024
- Bronzo al Meeting international Mohammed VI d'athlétisme de Rabat ( Marrakech), 1500 m piani - 3'33"50

2025
- 7º ai Bislett Games ( Oslo), miglio - 3'49"16